# Xubuntu
Xubuntu és una branca del sistema operatiu Ubuntu basada en l'entorn gràfic Xfce i optimitzada per ésser més lleugera i ràpida que altres escriptoris (Gnome o KDE). D'aquesta manera és compatible amb equips menys potents, alhora que ofereix major velocitat que escriptoris més pesants.
La primera versió de Xubuntu (Xubuntu 6.06) va ésser llançada conjuntament amb l'Ubuntu Dapper Drake (nom en clau de l'Ubuntu 6.06). A partir d'aquesta segueix el cicle d'alliberaments d'Ubuntu, amb 6 mesos entre versió i versió.
Per instal·lar l'última versió de Xubuntu es pot descarregar del seu lloc web o instal·lar a partir d'un altre Ubuntu (amb escriptori o amb versió server) fent:
sudo apt-get install xubuntu-desktop

## Requeriments
Els requeriments mínims són de 192 MB de memòria RAM per executar o instal·lar el sistema operatiu des del "Desktop CD" i 64 MB de RAM per instal·lar-lo des del CD "Alternate" que també ofereix més opcions de personalització de la instal·lació. Un cop instal·lat el Xubuntu funciona amb 192 MB de memòria RAM, tot i que és recomanable tenir-ne 256 MB. Ocupa entorn de 2 GB de memòria al disc dur.

## Aplicacions
El CD de Xubuntu inclou per defecte un programari que permet realitzar les tasques més habituals. En concret la selecció inclou:
- Abiword - processador de textos
- Firefox - navegador web
- Thunderbird - gestor de correu electrònic
- GIMP - editor d'imatges
- Pidgin - client de missatgeria instantània
- Thunar - gestor de fitxers
- XChat - IRC
- Common Unix Printing System - per imprimir i crear PDF

Així mateix permet instal·lar tot el programari disponible des dels dipòsits d'Ubuntu.

## Llançaments
En principi, cada sis mesos és alliberada una nova versió del Xubuntu i cada llançament té un nom i número de versió. El número de versió surt de la data de llançament, on el primer número és l'any i el segon el mes; així 10.04 es refereix a l'abril de 2010. A continuació hi ha el quadre amb totes les versions alliberades:
| Versió                                                                         | Data de sortida      | Nom              | Suportada fins       |
| ------------------------------------------------------------------------------ | -------------------- | ---------------- | -------------------- |
| 6.06 LTS                                                                       | 1 de juny de 2006    | The Dapper Drake | Juny del 2009        |
| 6.10                                                                           | 26 d'octubre de 2006 | The Edgy Eft     | 25 d'abril de 2008   |
| 7.04                                                                           | 19 d'abril de 2007   | The Feisty Fawn  | 19 d'octubre de 2008 |
| 7.10                                                                           | 18 d'octubre de 2007 | Gutsy Gibbon     | 18 d'abril del 2009  |
| 8.04 LTS                                                                       | 24 d'abril de 2008   | Hardy Heron      | Abril de 2011        |
| 8.10                                                                           | 30 d'octubre de 2008 | Intrepid Ibex    | Abril de 2010        |
| 9.04                                                                           | 23 d'abril de 2009   | Jaunty Jackalope | Octubre de 2010      |
| 9.10                                                                           | 29 d'octubre de 2009 | Karmic Koala     | Abril de 2011        |
| 10.04 LTS                                                                      | 29 d'abril de 2010   | Lucid Lynx       | Abril de 2013        |
| 10.10                                                                          | 10 d'octubre de 2010 | Maverick Meercat | Abril de 2012        |
| 11.04                                                                          | 28 d'abril de 2011   | Natty Narwhal    | Octubre de 2012      |
| 11.10                                                                          | 13 d'octubre de 2011 | Oneiric Ocelot   | Abril de 2013        |
| 12.04 LTS                                                                      | 26 d'abril de 2012   | Precise Pangolin | Abril de 2015        |
| 12.10                                                                          | 18 d'octubre de 2012 | Quantal Quetzal  | Abril de 2014        |
| 13.04                                                                          | 25 d'abril de 2013   | Raring Ringtail  | Desembre de 2013     |
| 13.10                                                                          | 17 d'octubre de 2013 | Saucy Salamander | Juny de 2014         |
| 14.04 LTS                                                                      | 17 d'abril de 2014   | Trusty Tahr      | Abril 2017           |
| 14.10                                                                          | 23 d'octubre de 2014 | Utopic Unicorn   | Juny 2015            |
| 15.04                                                                          | 23 d'abril de 2015   | Vivid Vervet     | Desembre 2015        |
| 15.10                                                                          | 22 d'octubre de 2015 | Wily Werewolf    | Juny 2016            |
| 16.04 LTS                                                                      | 21 d'abril de 2016   | Xenial Xerus     | Abril 2019           |
| Llegenda:Versió antigaVersió antiga, amb suportDarrera versióProper llançament |                      |                  |                      |

## Galeria

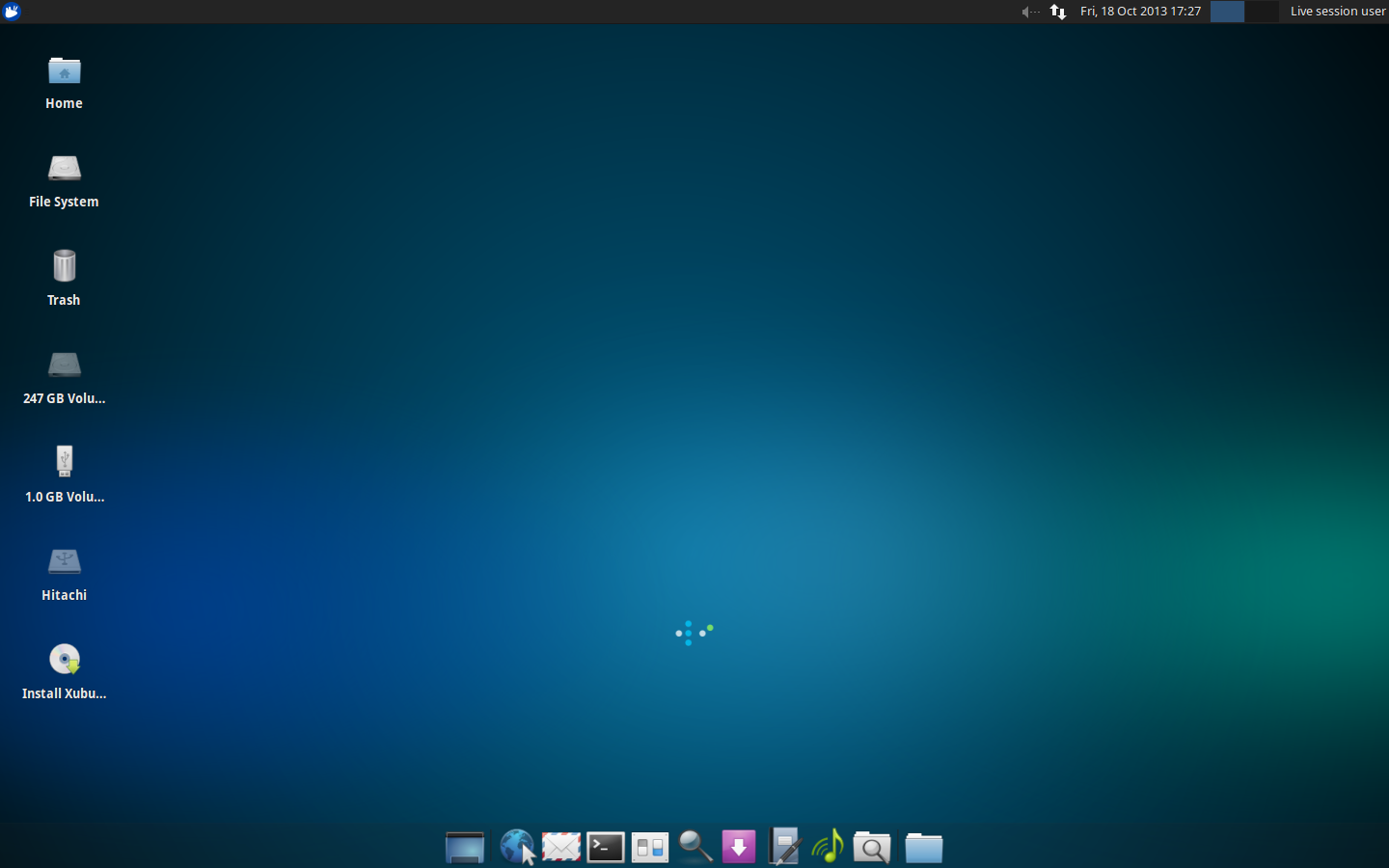
Xubuntu 13.10
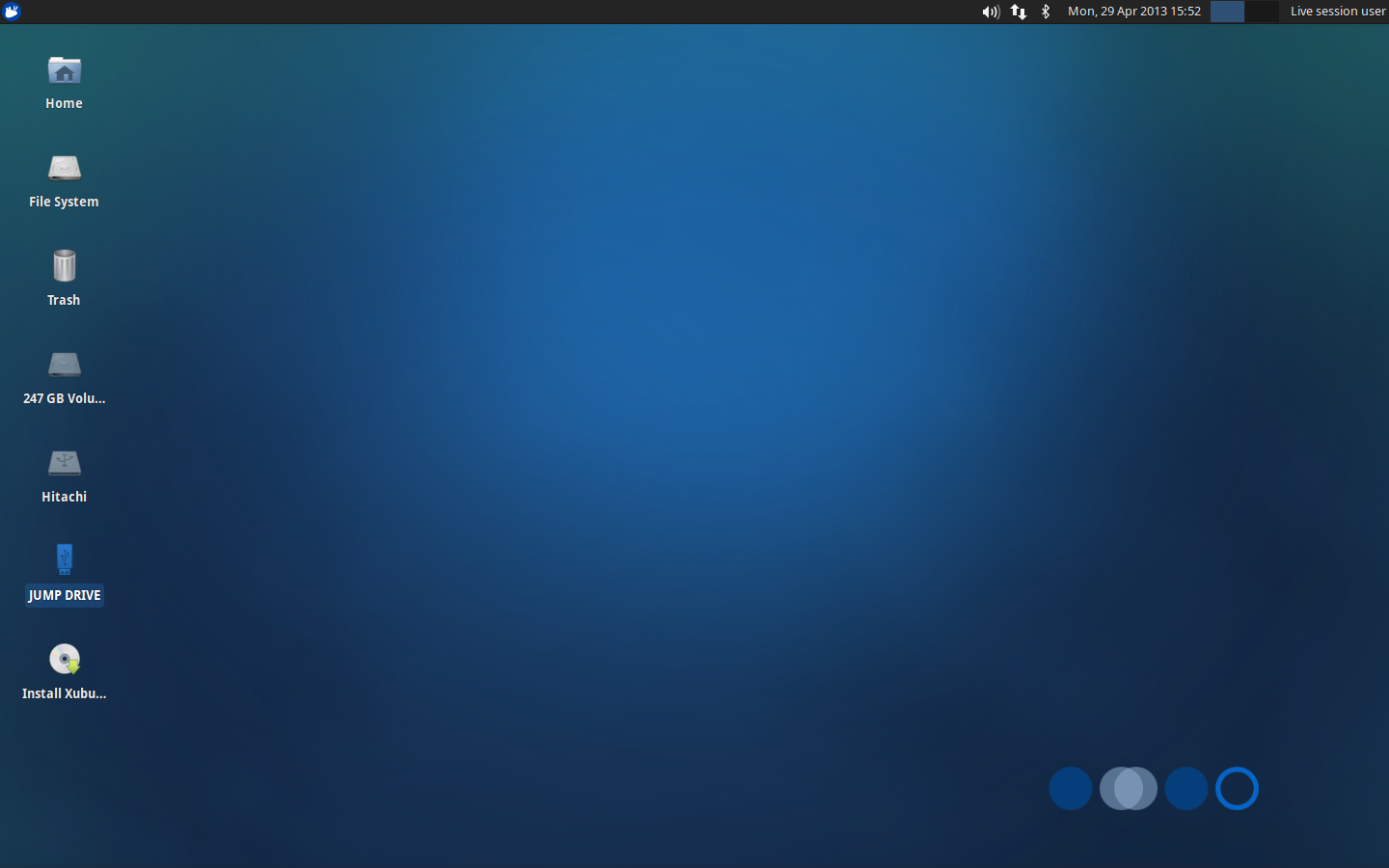
Xubuntu 13.04
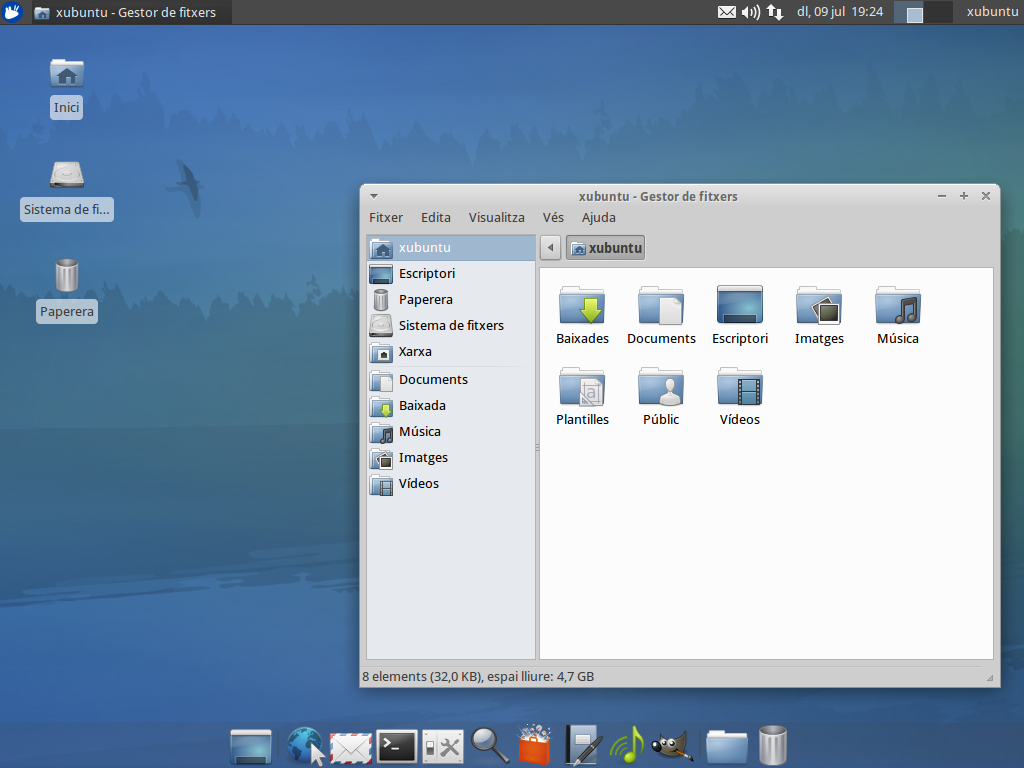
Xubuntu 12.04
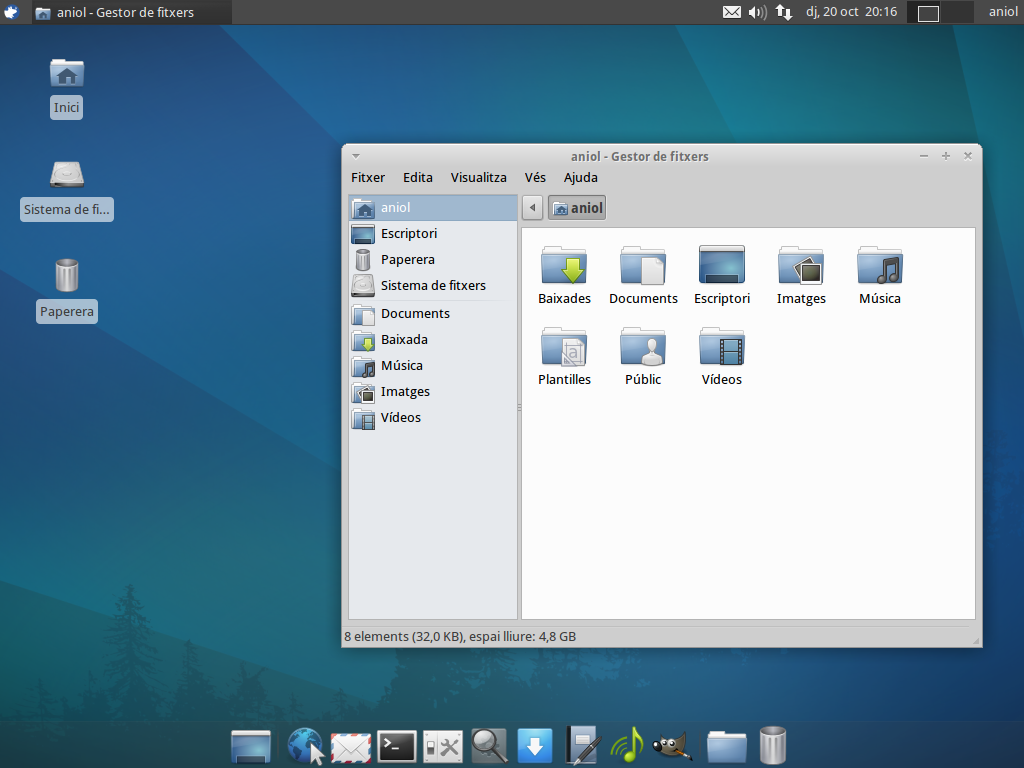
Xubuntu 11.10
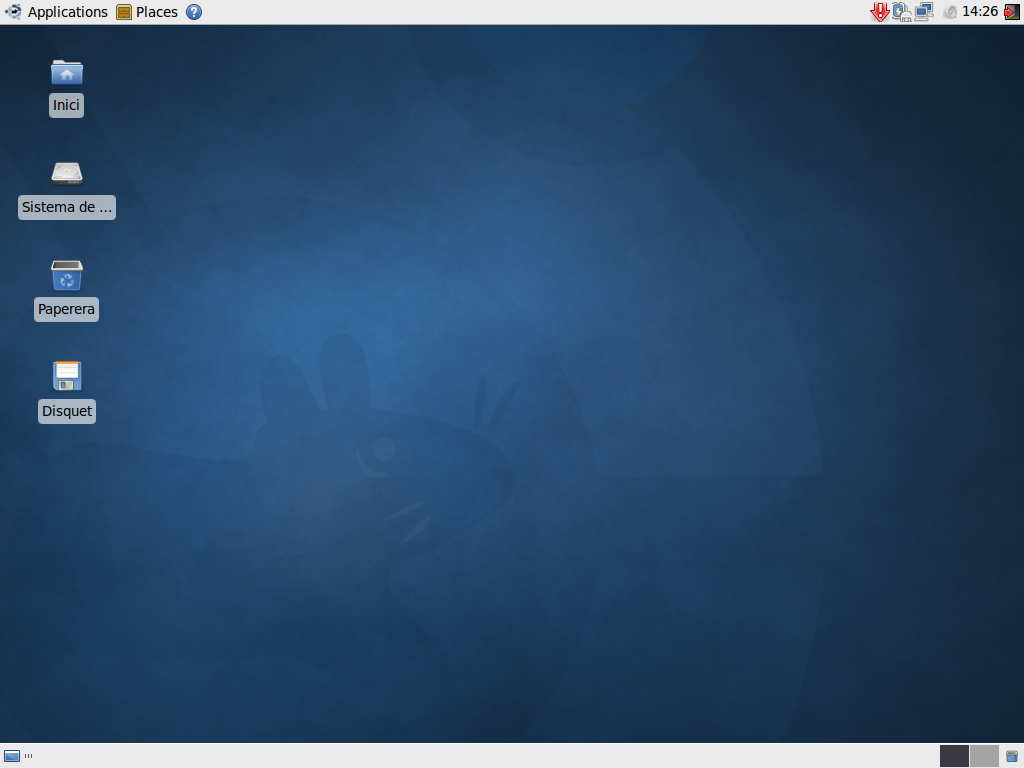
Xubuntu 9.04
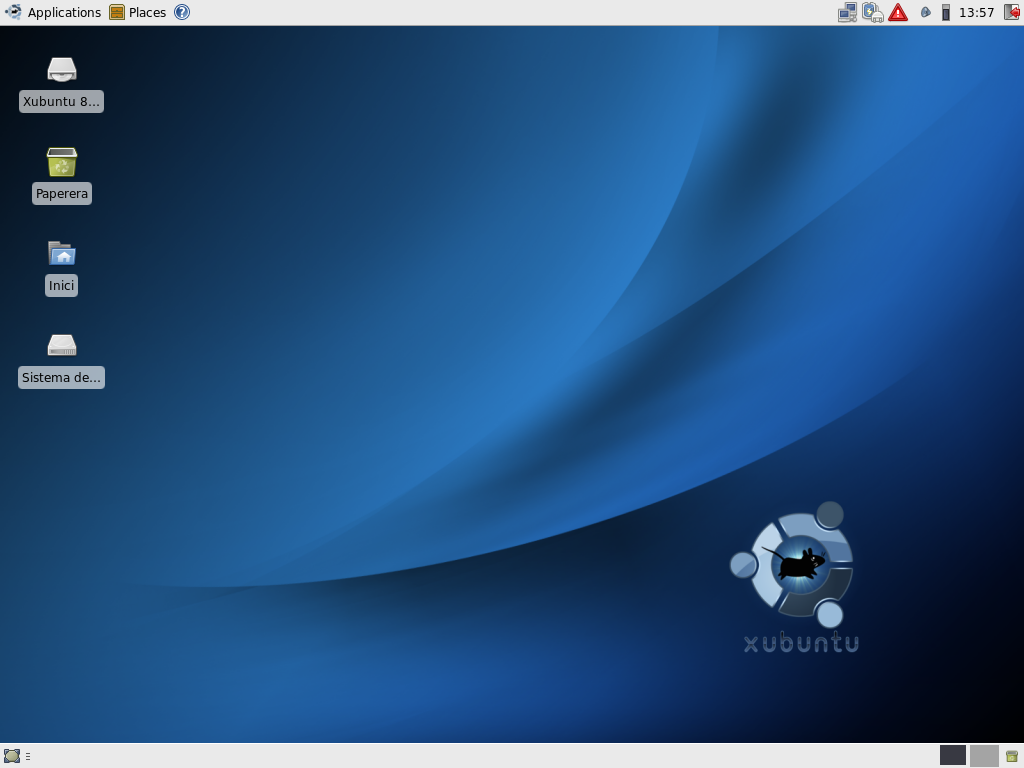
Xubuntu 8.10
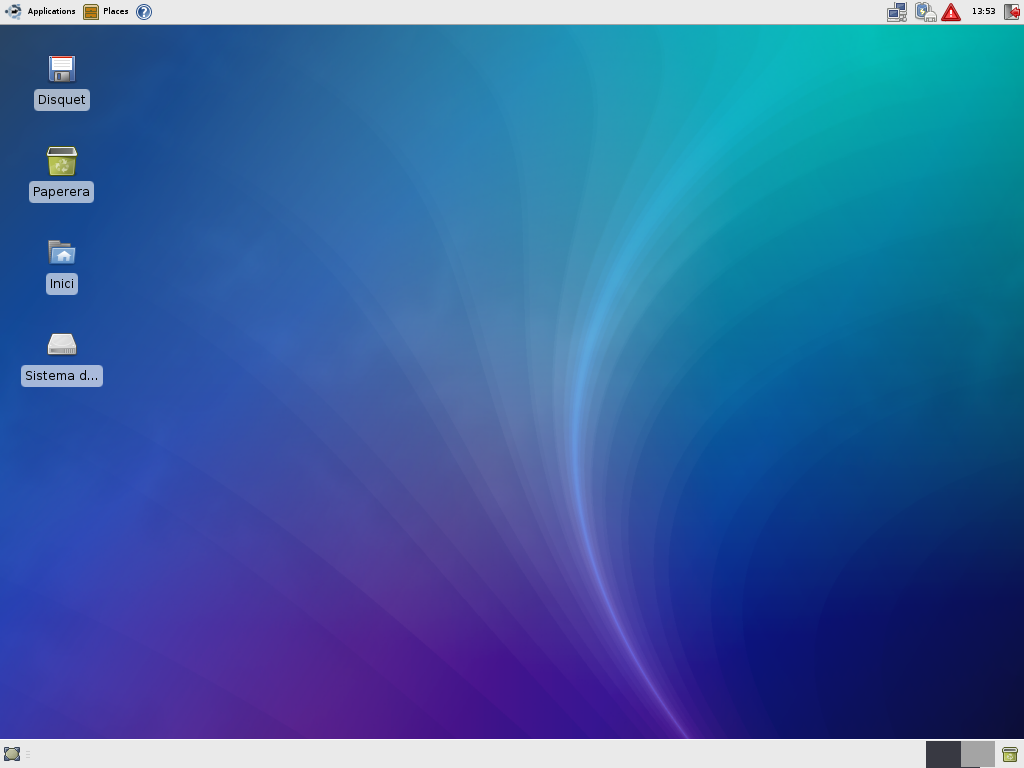
Xubuntu 8.04
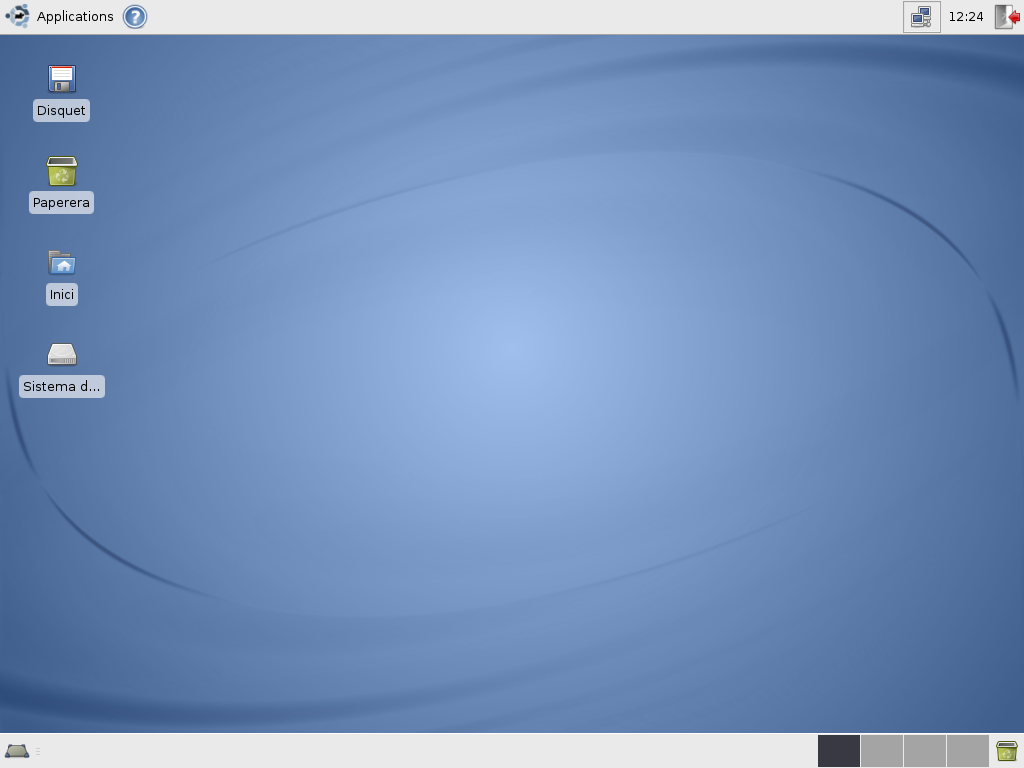
Xubuntu 7.10
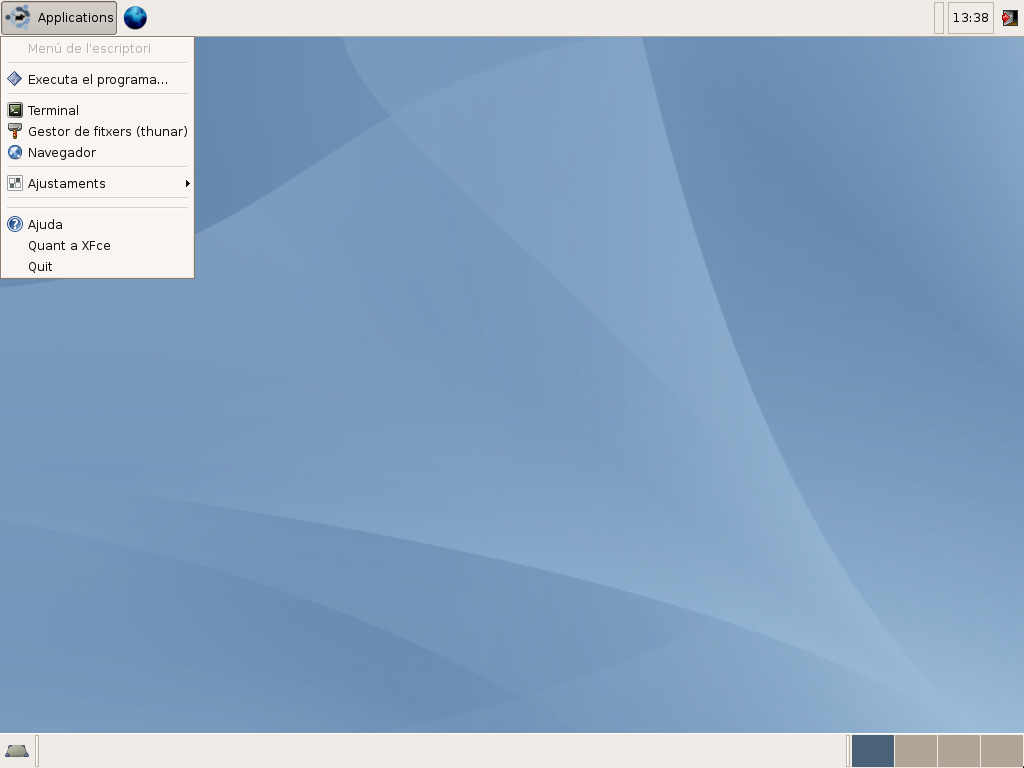
Xubuntu 6.06